# NGC 4547
NGC 4547 (również PGC 41896) – galaktyka eliptyczna (E-S0), znajdująca się w gwiazdozbiorze Wielkiej Niedźwiedzicy. Odkrył ją William Herschel 17 kwietnia 1789 roku.